# Improphantes
Improphantes is een geslacht van spinnen uit de familie hangmatspinnen (Linyphiidae).

## Soorten
De volgende soorten zijn bij het geslacht ingedeeld:
- Improphantes biconicus (Tanasevitch, 1992)
- Improphantes complicatus (Emerton, 1882)
- Improphantes contus Tanasevitch & Piterkina, 2007
- Improphantes cypriot Tanasevitch, 2011
- Improphantes decolor (Westring, 1861)
- Improphantes djazairi (Bosmans, 1985)
- Improphantes falcatus (Bosmans, 1979)
- Improphantes flexilis (Tanasevitch, 1986)
- Improphantes furcabilis (Wunderlich, 1987)
- Improphantes geniculatus (Kulczyński, 1898)
- Improphantes holmi (Kronestedt, 1975)
- Improphantes improbulus (Simon, 1929)
- Improphantes mauensis (Caporiacco, 1949)
- Improphantes multidentatus (Wunderlich, 1987)
- Improphantes nitidus (Thorell, 1875)
- Improphantes pamiricus (Tanasevitch, 1989)
- Improphantes potanini (Tanasevitch, 1989)
- Improphantes turok Tanasevitch, 2011